# 김기태 (1969년)
김기태(金杞泰, 1969년 5월 23일~)는 대한민국의 야구인이다. 현역 시절 KBO 리그의 쌍방울 레이더스, 삼성 라이온즈, SK 와이번스에서 내야수로 활동했다.
1991년 쌍방울 레이더스의 신생팀 특별우선 지명을 받아 입단했고, 쌍방울의 재정난으로 1999년에 현금 트레이드를 통해 삼성 라이온즈에 이적했다. 삼성 라이온즈에서 김응용 감독과의 불화로 2001년 시즌 후 6:2 현금 트레이드돼 SK 와이번스로 이적했다. SK 와이번스에서 활동하다가 2005년에 은퇴했으며, 은퇴 이후 일본으로 건너가 지도자 연수를 받고 2008년에서 2009년 동안 요미우리 자이언츠의 타격코치와 이스턴 리그 퓨처스 팀 감독으로 활동했다. 2023년 KBO 리그의 kt wiz의 2군 감독과 대한민국 야구 국가대표팀의 코치를 역임했다.
2011년 KBO 리그 레전드 올스타 지명타자 부문에 선정됐다.
장남 김건형은 KBO 리그의 kt 위즈에서 외야수로 활동하고 있다.

## 선수 경력

### 쌍방울 레이더스
1991년에 인하대학교 체육교육학과를 졸업한 그는 1991년 신생 팀 특별우선 지명을 받아 쌍방울 레이더스의 창단 멤버로 입단했다. 현역 시절 포지션은 1루수였지만 주로 붙박이 지명타자로 나왔고, 1992년~1994년까지 3년 연속 지명타자 부문 골든 글러브를 수상했다. 데뷔 첫 해 2할대 타율, 27홈런, 95타점으로 좋은 성적을 기록했으나, 같은 팀의 좌완투수 조규제에게 밀려 신인왕에는 실패했다. 1992년에는 3할대 타율, 31홈런으로 지명타자 부문 골든 글러브와 출루율왕을 수상했고, 1994년에는 25홈런으로 좌타자로서 첫 홈런왕 타이틀을 차지했다. 1997년에는 타격왕을 차지했고, 1996년과 1997년에는 팀의 중심 타자로서 팀의 2차례 포스트 시즌 진출을 이끌었다. 그러나 모기업 쌍방울이 IMF 사태로 부도 처리돼 재정난을 겪게 되자 그는 1999년에 팀의 핵심 불펜 투수였던 김현욱과 함께 당시 삼성 라이온즈 소속이었던 양용모, 이계성을 상대로 한 2:2 현금 트레이드(20억 원)로 이적했다.

### 삼성 라이온즈
그는 같은 해 해태 타이거즈에 트레이드된 좌타자 양준혁을 대신해 중심 타자로 활약했다. 1999년에 2할대 타율, 28홈런, 88타점을 기록하며 꾸준한 성적을 거뒀다. 하지만 2001년에는 당시 감독이었던 김응용과의 불화로 출장 경기 수가 크게 감소했고, 홈런도 기록하지 못한 채 타율도 1할대로 급추락했으며 2001년 한국시리즈에도 출전하지 못했다. 2001년 시즌 후 SK 와이번스와의 6:2 현금 트레이드(그, 정경배, 김태한, 이용훈, 김동수, 김상진 <-> 브리토, 오상민 + 현금 11억)돼 이적했다. 이는 KBO 리그 역사상 최고의 빅 딜이었고, 팀이 현금 11억을 받아 당시 FA를 선언했지만 팀을 찾지 못했던 양준혁을 다시 데려왔다.

### SK 와이번스
6:2 현금 트레이드로 예전 쌍방울 선수단을 승계한 팀으로 돌아온 그는 나이가 들며 전성기 때의 타격은 아니었지만 꾸준히 팀의 중심 타선을 이끌었다. 그는 2004년에 마지막 3할 타율, 10홈런, 67타점으로 현역 마지막 골든 글러브를 수상했다. 2003년에는 준플레이오프, 플레이오프를 거쳐 데뷔 후 처음으로 2003년 한국시리즈에 출전했지만 현대 유니콘스에 패해 준우승에 머물렀다. 2005년에 15년 간의 선수 생활을 끝으로 은퇴를 선언했다.

## 은퇴 후 경력

### 코치 경력
은퇴 후 한신 타이거스에서 지도자 연수를 받다가 팀이 코치진 대개편을 해 연수 일정을 조정하고 조기 귀국했다. 귀국 후 2006년 시즌에 팀의 타격보조코치를 맡았다. 시즌 후 요미우리 자이언츠에서 육성군 지도자 연수를 받았다. 이후 8년 만에 코치진으로 올림픽에 돌아와 2008년 베이징 올림픽 야구 국가대표팀 타격코치로 활동하며 금메달 획득을 이끌었다. 연수 후 2008년에 요미우리의 타격코치로 임명됐다. 임명 당시 순수 한국인 최초로 일본프로야구 정식 코치가 됐다. 2009년까지 코치로 활동한 후 당시 감독이었던 박종훈의 요청으로 귀국해 2010년에 LG 트윈스의 2군 감독으로 선임됐다. 2011년 7월 30일 LG의 분위기 쇄신을 위해서 수석코치로 임명됐고, 박종훈이 성적 부진으로 시즌 최종전에 사임하자 2011년 10월 7일에 감독으로 선임됐다.
2021년 요미우리 자이언츠의 부름을 받아 요미우리 자이언츠의 2군 수석코치로 활동했고, 2022년부터 요미우리 자이언츠의 타격코치로 선임됐다. 베이징 올림픽 때에도 본 적이 있었던 무라타 슈이치가 그의 보조 타격코치로 나섰다. 다만 2022년 시즌을 앞두고 갑작스럽게 폐결핵 진단을 받아 귀국해서 잠시 요양했고, 동년 4월 요미우리에 복귀했지만 시즌 후 요미우리와 재계약하지 못했다.
2023년에는 kt wiz의 2군 감독으로 선임되었으나, 건강상의 이유로 1시즌 만에 사임하고 김태한에게 넘겼다.

### 감독 경력

#### LG 트윈스
부임하자마자 FA였던 송신영, 조인성, 이택근을 잃었고, 2012년 시즌을 앞두고 벌어진 승부 조작 사건으로 투수 박현준, 김성현마저 잃어 전력 출혈이 크게 발생한 채 시즌을 시작했다.
시즌 초 대규모 전력 출혈의 여파로 2012년에는 7위에 그쳤지만, 그가 감독으로 부임한 첫 해 이후 선수단 사이에서 야구 외적인 잡음이 없어졌다. 2013년에는 2002년 이후 팀의 상승세가 뛰어나서 팬들로부터 '갓기태'라고 불렸다. 그 해 상위권 팀들 중 가장 먼저 포스트 시즌 진출을 확정지으며 11년 만에 포스트 시즌에 진출했다. 투수 류제국의 맹활약으로 최종전에서 두산 베어스를 이기고 정규 시즌을 2위로 마감했으나 팀의 경험 부족으로 인해 플레이오프에서 두산 베어스에 패하며 2013년 한국시리즈 진출에 실패했다. 2014년 4월 23일 팀의 성적 부진으로 책임을 지고 자진 사퇴했고, 후임으로 양상문이 새 감독으로 선임됐다.

#### KIA 타이거즈
감독 사퇴 6개월 만인 2014년 10월 28일에 선동열의 뒤를 이어 고향 팀의 감독으로 취임하며 복귀했다. 2017년 10월 3일 시즌 최종전이었던 Kt 위즈전에서 대승을 거둬 2009년 이후 8년만이자 개인 첫 페넌트레이스 우승을 차지했다. 또한 한국시리즈 역사상 최초의 단군매치인 2017년 한국시리즈에서 두산 베어스를 꺾고 선수 시절에 이루지 못했던 한국시리즈 우승을 이뤄 냈으며, 지명타자 출신 감독으로 첫 우승을 기록하고 타이거즈 역사상 최초로 호남권 출신 감독의 우승을 달성하며 여러 가지 신기록을 만들어 냈다. 2018년 시즌 종료 전에 임창용을 방출시켜 팬들의 질책을 많이 받았다. 2019년 5월 16일 성적 부진의 책임을 지고 2번째로 시즌 중 자진 사퇴했다.

## 국가대표팀 경력
2000년 하계 올림픽에 참가, 이승엽과 함께 중심 타선을 이끌며 국가대표팀의 야구 동메달 획득에 기여했다.
2008년 하계 올림픽에는 국가대표팀 타격코치로 참가했다. 이 때 투수코치로 함께했던 조계현과는 선수 시절 삼성 라이온즈에서 1시즌만 함께했었지만, LG 트윈스와 KIA 타이거즈에서 코칭스태프로 함께하며 괜찮은 조합을 보여 주었다.
2023년 월드 베이스볼 클래식 국가대표팀 타격코치로도 발탁되었으나, 요미우리 시절에 불거졌던 건강 문제로 중도 하차하고 심재학에게 타격코치를 넘겼다.

## 개인사
- 붙박이 지명타자 출신으로는 드물게 감독이 됐다.[15] 또한 2017년 한국시리즈에서도 우승하며 지명타자 출신 감독 최초의 우승도 달성했다.
- 1997년에 이승엽과 함께 타격 3관왕을 기록했다. OPS 1위를 기록했으나 후반기에 부상으로 15경기를 결장했다. 그의 부상은 정규 시즌을 3위로 마친 쌍방울 레이더스의 플레이오프 탈락에도 영향을 미쳤고, 누적 기록 뿐만 아니라 이승엽, 이종범, 양준혁과의 홈런 경쟁에서도 밀리는 데 영향을 미쳤다. 홈런 수는 이승엽과 6개차, 2위 그룹과는 불과 4개 차이였다.
- 2012년 9월 12일 SK전에서 LG 트윈스의 에러 연발과 SK 선발 투수 윤희상의 공을 공략하지 못한 것을 빌미로 3점차로 끌려갔으나 아웃 카운트 하나를 남긴 상황에서 정성훈이 투수 이재영을 상대로 2루타를 쳐 내 추격했다. 이 때 상대 팀 SK가 마무리 투수 정우람을 등판시키자 이에 분개해 다음 타자인 박용택 대신 타석에 투수 신동훈을 대타로 올렸고, 삼진을 당했다. 그는 경기 후 전화기를 꺼 둔 채 잠적했고, 다음 날 인터뷰에서 SK가 상대 팀을 무시하는 것 같아서 그랬다고 답변했다.[16] 이 사건으로 인해 그는 KBO로부터 벌금 500만 원과 엄중 경고 처분을 받았다.[17]
- 비시즌 중에는 미국에서 거주한다. 아들 김건형도 미국에서 학교를 졸업하고 kt wiz의 지명을 받아 입단했다.

## 별명
2012년 9월 12일 SK전에서 신동훈을 대타로 올린 사건 때문에 팬들 사이에서 '포기태'라고 불렸다. KIA 타이거즈 감독 시절 3피트 라인 판정과 관련해 그라운드에 누워서 항의하는 모습 때문에 '눕기태'라고 불렸다.

## 등번호

### 선수 시절
- '3' (1991 ~ 1993년 - 쌍방울 레이더스)
- '10' (1994년 ~ 1998년 - 쌍방울 레이더스, 1999년 - 삼성 라이온즈, 2002년 ~ 2005년 - SK 와이번스)
- '11' (2000년 ~ 2001년 - 시드니 올림픽, 삼성 라이온즈)

### 코치 & 감독 시절
- '130' (2007년 - 요미우리 자이언츠)
- '84' (2008년 - 요미우리 자이언츠)
- '88' (2008년 - 베이징 올림픽 국가대표팀)
- '71' (2010년 ~ 2011년 - LG 트윈스)
- '91' (2012년 ~ 2014년 - LG 트윈스)
- '77' (2014년 ~ 2019년 - KIA 타이거즈)
- '78' (2021년 ~ 2022년 - 요미우리 자이언츠)
- '69' (2023년 - kt wiz)

## 출신 학교
- 광주서림초등학교
- 광주충장중학교
- 광주제일고등학교
- 인하대학교 체육교육과

## 주요 기록
| 기록     | 날짜        | 소속 | 구장 | 상대팀 | 상대 투수 | 경기수 | 달성 당시 나이  | 기타  | 각주 |
| -------- | ----------- | ---- | ---- | ------ | --------- | ------ | --------------- | ----- | ---- |
| 600타점  | 1998. 5. 24 | 삼성 | 잠실 | LG     |           |        |                 | 8번째 |      |
| 2000루타 | 2000. 7. 5  | 삼성 | 대구 | 두산   |           | 1070   | 31세 1개월 12일 | 5번째 |      |

## 통산 기록
| 연 도           | 소 속           | 나 이           | 출 장 | 타 석 | 타 수 | 득 점 | 안 타 | 2 루 타 | 3 루 타 | 홈 런 | 타 점 | 도 루 | 도 실 | 볼 넷 | 삼 진 | 타 율 | 출 루 율 | 장 타 율 | O P S | 루 타 | 병 살 타 | 몸 맞 | 희 타 | 희 플 | 고 4 |
| --------------- | --------------- | --------------- | ----- | ----- | ----- | ----- | ----- | ------- | ------- | ----- | ----- | ----- | ----- | ----- | ----- | ----- | -------- | -------- | ----- | ----- | -------- | ----- | ----- | ----- | ---- |
| 1991            | 쌍방울          | 22              | 124   | 508   | 427   | 65    | 112   | 15      | 0       | 27    | 92    | 7     | 4     | 72    | 93    | .262  | .370     | .487     | .857  | 208   | 9        | 4     | 0     | 5     | 4    |
| 1992            | 쌍방울          | 23              | 123   | 525   | 398   | 86    | 120   | 28      | 3       | 31    | 96    | 5     | 7     | 114   | 84    | .302  | .461     | .621     | 1.082 | 247   | 11       | 8     | 0     | 5     | 18   |
| 1993            | 쌍방울          | 24              | 96    | 395   | 317   | 36    | 76    | 17      | 2       | 9     | 43    | 11    | 5     | 73    | 57    | .240  | .380     | .391     | .771  | 124   | 7        | 1     | 0     | 4     | 8    |
| 1994            | 쌍방울          | 25              | 108   | 454   | 376   | 70    | 119   | 20      | 4       | 25    | 79    | 9     | 10    | 74    | 70    | .316  | .430     | .590     | 1.020 | 222   | 10       | 2     | 0     | 2     | 13   |
| 1995            | 쌍방울          | 26              | 116   | 482   | 402   | 48    | 129   | 34      | 3       | 12    | 72    | 12    | 10    | 72    | 44    | .321  | .419     | .510     | .929  | 205   | 8        | 1     | 0     | 7     | 15   |
| 1996            | 쌍방울          | 27              | 91    | 366   | 310   | 47    | 92    | 17      | 3       | 12    | 53    | 3     | 6     | 54    | 48    | .297  | .399     | .487     | .886  | 151   | 9        | 0     | 0     | 2     | 20   |
| 1997            | 쌍방울          | 28              | 111   | 478   | 390   | 95    | 134   | 30      | 3       | 26    | 79    | 10    | 7     | 84    | 54    | .344  | .460     | .636     | 1.096 | 248   | 11       | 2     | 0     | 2     | 14   |
| 1998            | 쌍방울          | 29              | 126   | 541   | 434   | 84    | 134   | 28      | 4       | 31    | 90    | 10    | 5     | 104   | 79    | .309  | .440     | .606     | 1.046 | 263   | 11       | 0     | 0     | 3     | 15   |
| 1999            | 삼성            | 30              | 130   | 560   | 468   | 82    | 137   | 33      | 2       | 28    | 88    | 5     | 4     | 82    | 95    | .293  | .403     | .551     | .954  | 258   | 9        | 6     | 1     | 3     | 6    |
| 2000            | 삼성            | 31              | 101   | 395   | 333   | 69    | 103   | 24      | 1       | 26    | 80    | 5     | 1     | 57    | 56    | .309  | .410     | .622     | 1.032 | 207   | 6        | 2     | 0     | 3     | 7    |
| 2001            | 삼성            | 32              | 44    | 102   | 85    | 5     | 15    | 2       | 1       | 0     | 9     | 0     | 0     | 16    | 17    | .176  | .314     | .224     | .537  | 19    | 1        | 1     | 0     | 0     | 1    |
| 2002            | SK              | 33              | 101   | 337   | 284   | 32    | 73    | 15      | 1       | 9     | 46    | 2     | 1     | 47    | 57    | .257  | .359     | .412     | .771  | 117   | 6        | 0     | 3     | 3     | 0    |
| 2003            | SK              | 34              | 93    | 265   | 236   | 32    | 69    | 7       | 0       | 3     | 18    | 2     | 2     | 27    | 30    | .292  | .364     | .360     | .724  | 85    | 4        | 0     | 1     | 1     | 0    |
| 2004            | SK              | 35              | 126   | 465   | 403   | 60    | 129   | 24      | 0       | 10    | 67    | 2     | 4     | 57    | 55    | .320  | .404     | .454     | .858  | 183   | 10       | 0     | 4     | 1     | 6    |
| 2005            | SK              | 36              | 54    | 130   | 112   | 5     | 23    | 4       | 0       | 0     | 11    | 0     | 0     | 15    | 23    | .205  | .297     | .241     | .538  | 27    | 4        | 0     | 2     | 1     | 1    |
| KBO 통산 : 15년 | KBO 통산 : 15년 | KBO 통산 : 15년 | 1544  | 6003  | 4975  | 816   | 1465  | 298     | 27      | 249   | 923   | 83    | 66    | 948   | 862   | .294  | .407     | .515     | .923  | 2564  | 116      | 27    | 11    | 42    | 129  |

- 시즌 기록 중 굵은 글씨는 해당 시즌 최고 기록